# Camille Enlart

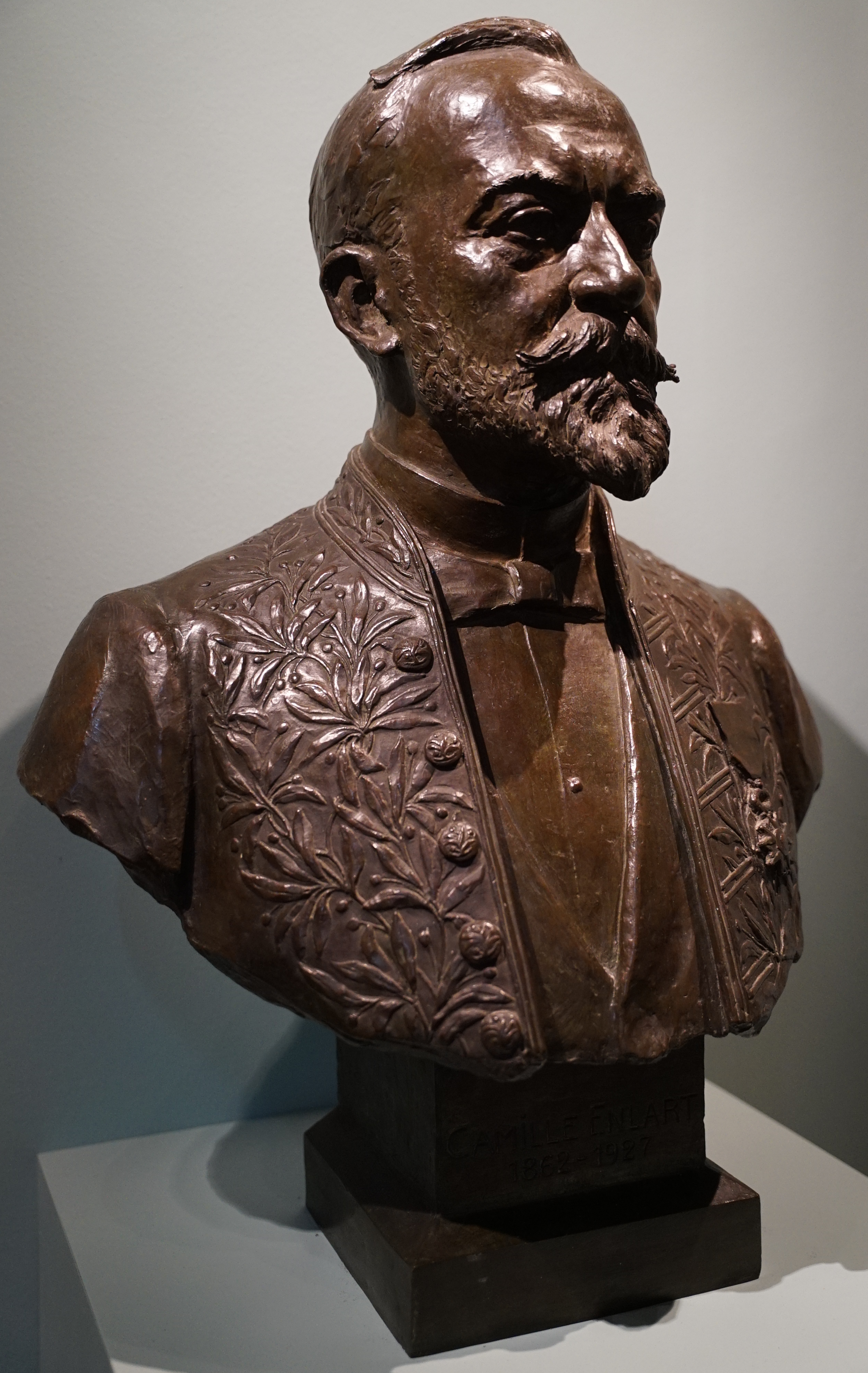
Camille Enlart, Skulptur von Paul Henri Graf

Désiré Louis Camille Enlart (* 22. November 1862 in Boulogne-sur-Mer; † 14. Februar 1927 in Paris) war ein französischer Kunsthistoriker.

## Leben
Camille Enlart studierte an der École des Beaux-Arts und an der École nationale des chartes in Paris. Die École nationale des chartes schloss er 1889 als Jahrgangsbester mit der Arbeit Monuments religieux de l’architecture romane dans les diocèses d’Amiens, d’Arras et de Thérouanne ab. Danach wurde er Mitglied der École française de Rome und der Société des antiquaires de France in Paris, deren Präsident er 1917 wurde.
Nach einer zweijährigen Reise durch Italien wurde Camille Enlart 1893 Bibliothekar an der École des Beaux-Arts. Von 1894 bis 1899 arbeitete er an der École nationale des chartes. Danach unterrichtete er mittelalterliche Kunstgeschichte und Archäologie an der École Spéciale d’Architecture und an der École du Louvre. 
Im Jahr 1903 wurde er Direktor des Musée des Monuments français in Paris, wo er bis zu seinem Tod arbeitete.
Er begann schon sehr früh, Fotografien von Baudenkmälern zu machen. Auf seinen Reisen in Spanien, Portugal, Skandinavien, Syrien und Zypern machte er zahlreiche Photographien, die heute in der Médiathèque de l’architecture et du patrimoine aufbewahrt werden. 
Im Jahr 1910 wurde er zum Ritter der Ehrenlegion ernannt, 1925 wurde er Mitglied der Académie des inscriptions et belles-lettres.

## Veröffentlichungen (Auswahl)

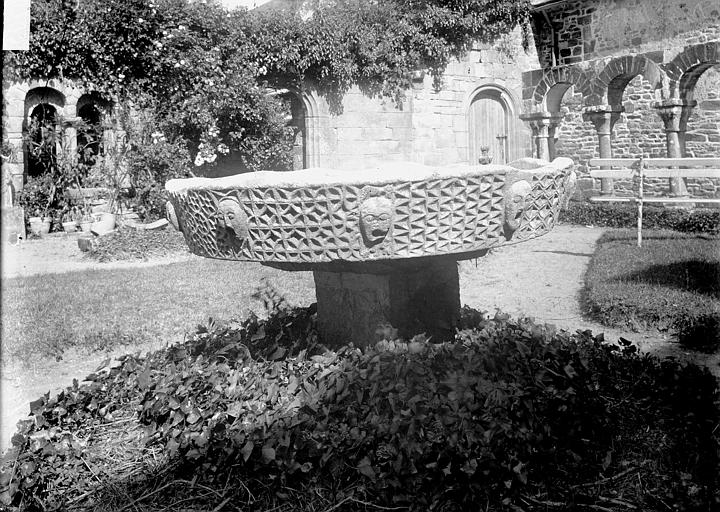
Brunnenbecken in der Abtei von Daoulas (Photo von Camille Enlart)

- Monuments religieux de l’architecture romane dans les diocèses d’Amiens, d’Arras et de Thérouanne. Positions de thèse. École des chartes, Paris 1889.
- Origines de l’architecture gothique en Italie. Bibliothèque des Écoles françaises d’Athènes et de Rome, Paris 1894.
- L’art gothique et la renaissance en Chypre, Paris 1899.
- Manuel d’archéologie française, depuis les temps reculés jusqu’à la Renaissance. Band I: Architecture religieuse. Picard, Paris 1902. Band II: Architecture civile et militaire. Picard, Paris 1904. Band III: Costumes. Picard, Paris 1916.
- Hôtel et beffrois du nord de la France: Moyen Âge et Renaissance. H. Laurens, Paris 1919.
- Villes mortes du Moyen Âge. Édition de Boccard, Paris 1920.
- Les Monuments des Croisés dans le Royaume de Jérusalem. Paris 1925–1929, 2 Bände.